# Польща на зимових Олімпійських іграх 1924
Польща на зимових Олімпійських іграх 1924 року, які проходили в французькому місті Шамоні, була представлена 7 спортсменами (всі чоловіки) у 5 видах спорту. Прапороносцем на церемонії відкриття Олімпійських ігор був журналіст Казімеж Смогожевський. Польські спортсмени не здобули жодної медалі.

## Змагання військових патрулів
| Спортсмени                                                                  | Час           | Попадань | Заліковий час (-30s./hit) | Місце |
| --------------------------------------------------------------------------- | ------------- | -------- | ------------------------- | ----- |
| Станіслав Хробак Станіслав Кондзьолка Степан Вітковський Збігнев Вуйціцький | не фінішували | –        | –                         | –     |

## Ковзанярський спорт
| Дисципліна        | Спортсмен   | Забіг   | Забіг |
| Дисципліна        | Спортсмен   | Час     | Місце |
| ----------------- | ----------- | ------- | ----- |
| 500 м, чоловіки   | Леон Юцевич | 49.6    | 17    |
| 1500 м, чоловіки  | Леон Юцевич | 2:42.6  | 15    |
| 5000 м, чоловіки  | Леон Юцевич | 10:05.6 | 16    |
| 10000 м, чоловіки | Леон Юцевич | 20:40.8 | 14    |

Багатоборство
| Спортсмен   | Until distance 1 | Until distance 1 | Until distance 1 | Until distance 2 | Until distance 2 | Until distance 2 | Until distance 3 | Until distance 3 | Until distance 3 | Разом | Разом     | Разом |
| Спортсмен   | Бали             | Результат        | Місце            | Бали             | Результат        | Місце            | Бали             | Результат        | Місце            | Бали  | Результат | Місце |
| ----------- | ---------------- | ---------------- | ---------------- | ---------------- | ---------------- | ---------------- | ---------------- | ---------------- | ---------------- | ----- | --------- | ----- |
| Леон Юцевич | 11               | 49.60            | 11               | 20               | 110.16           | 10               | 27               | 164.36           | 9                | 32    | 226.40    | 8     |

## Лижне двоборство
| Спортсмен           | Змагання                    | Стрибок з трампліну | Стрибок з трампліну | Стрибок з трампліну | Стрибок з трампліну | Лижні перегони | Лижні перегони | Лижні перегони | Разом        | Разом |
| Спортсмен           | Змагання                    | Дистанція 1         | Дистанція 2         | Бали                | Місце               | Бали           | Час            | Місце          | Бали         | Місце |
| ------------------- | --------------------------- | ------------------- | ------------------- | ------------------- | ------------------- | -------------- | -------------- | -------------- | ------------ | ----- |
| Анджей Кшептовський | нормальний трамплін / 18 км | 32.5                | 33.0                | 13.312              | 17                  | 1'43:02        | 5.750          | 20             | 9.531        | 19    |
| Францішек Буяк      | нормальний трамплін / 18 км | –                   | –                   | –                   | –                   | 1'42:13        | 6.250          | 18             | не фінішував | –     |

## Лижні перегони
| Дисципліна      | Спорстмени          | Дистанція | Дистанція |
| Дисципліна      | Спорстмени          | Час       | Місце     |
| --------------- | ------------------- | --------- | --------- |
| 18 км, чоловіки | Анджей Кшептовський | 1'43:02.8 | 28        |
| 18 км, чоловіки | Францішек Буяк      | 1'42:13.0 | 27        |
| 50 км, чоловіки | Шчепан Вітковський  | 6'25:58   | 21        |

## Стрибки з трапліна
| Спортсмени          | Змагання            | Стрибок 1 | Стрибок 1 | Стрибок 1 | Стрибок 2 | Стрибок 2 | Стрибок 2 | Стрибок 2 |
| Спортсмени          | Змагання            | Відстань  | Бали      | Місце     | Відстань  | Бали      | Разом     | Місце     |
| ------------------- | ------------------- | --------- | --------- | --------- | --------- | --------- | --------- | --------- |
| Анджей Кшептовський | нормальний трамплін | 33.0      | 12.750    | 21        | 32.0      | 12.167    | 12.458    | 21        |